# والدفویشت
والدفویشت (به آلمانی: Waldfeucht) یک شهر در آلمان است که در هاینسبرگ واقع شده‌است. والدفویشت ۹٬۳۷۵ نفر جمعیت دارد.